# Diepentaler Talsperre

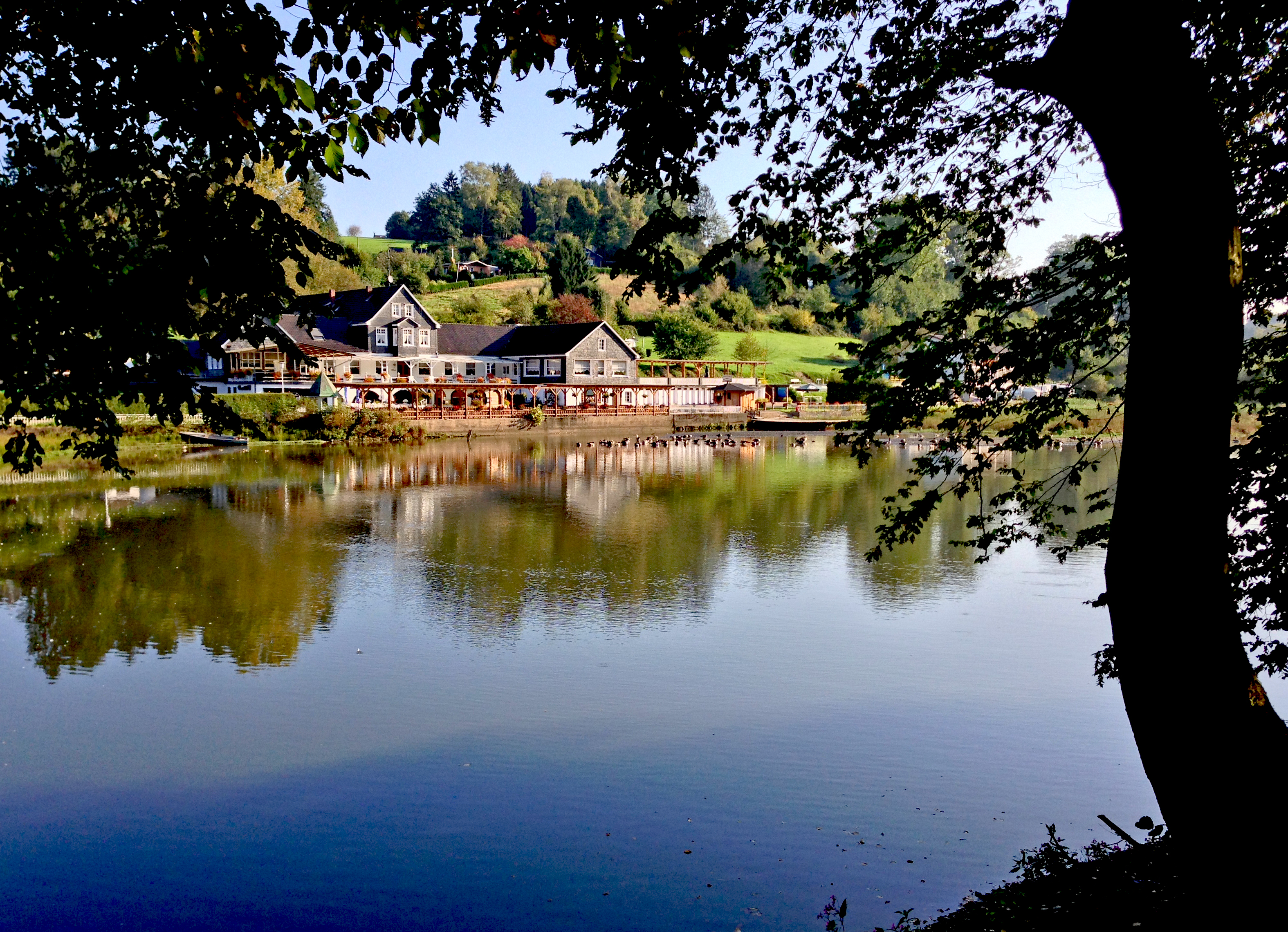
Der obere Stausee, Blick auf die Gastwirtschaft

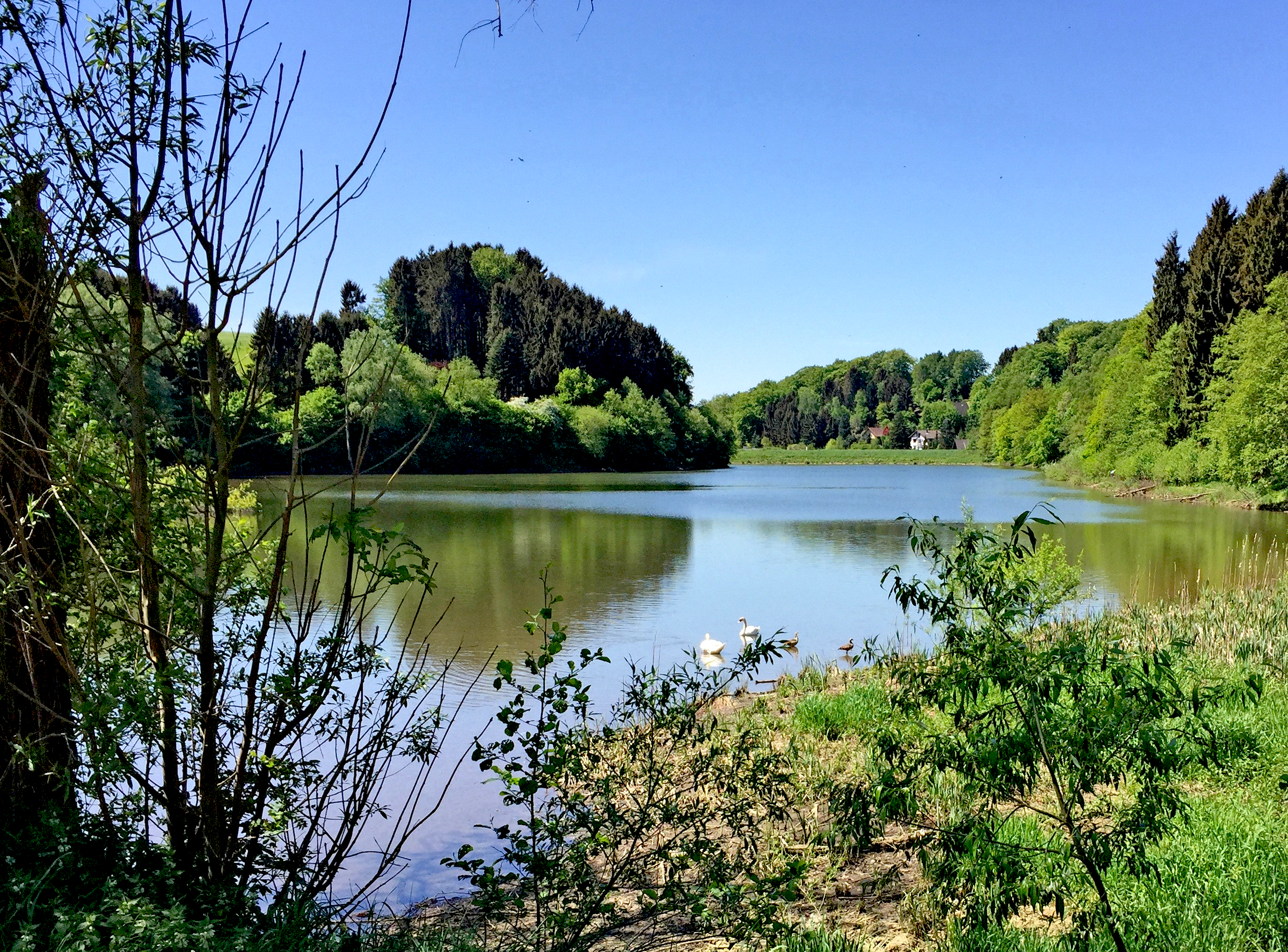
Der untere Stausee

Die Diepentaler Talsperre (auch Halbachtalsperre), ein Aufstau des Murbachs, liegt im Grenzgebiet der Städte Leverkusen/Pattscheid, Leichlingen (Rheinland) und Burscheid und bildet das Zentrum des beliebten Naherholungsgebiets Diepental (Gastwirtschaft, Ferienhäuser, Minigolf, Angeln).
Sie besteht aus einer Vorsperre und einer Hauptsperre, die durch einen Straßendamm voneinander getrennt sind. Sie wurde in den Jahren 1902 bis 1908 von August Halbach erbaut. Die Talsperre wurde nur zur Stromerzeugung gebaut und ist heute Teil eines Naherholungsgebietes. Das Gelände des Gebiets sowie der Stausee selbst befinden sich nach wie vor im Privatbesitz der Familie Halbach, sind aber öffentlich zugänglich.
Der Stausee überflutete den Sitz der Ritter von Diepental, deren Nachfahren namens Katterbach durch die Novelle Das Stiftsfräulein (anderer Titel: Eine dunkle Tat) von Levin Schücking und Annette von Droste-Hülshoff bekannt wurden.
Der Staudamm, ein Erddamm, hat eine Bauhöhe von ca. 10 m, eine Kronenlänge von 100 m, eine Kronenhöhe von 106 m ü. NN und eine max. Stauhöhe von 104,7 m ü. NN, und der Stausee hat eine Fläche von 9 Hektar und einen Inhalt von 0,4 (oder 0,7) Millionen Kubikmetern (siehe Weblinks).
Auf Grund von heftigen Regenfällen kam es im Januar 2011 zu Überschwemmungen in der Region, in Folge derer die Talsperre die Wassermassen nicht mehr fassen konnte. Dies führte dazu, dass die Bezirksregierung Köln eine Absenkung des Wasserspiegels verfügte. Im Juli 2016 wurde durch den Wupperverband bekannt gegeben, dass der Rückbau der Talsperre und die Renaturierung des Murbachs geplant werde, da die Kosten für die Instandhaltung durch den privaten Betreiber nicht gedeckt werden könnten und die Renaturierung erheblich von der EU gefördert werde.

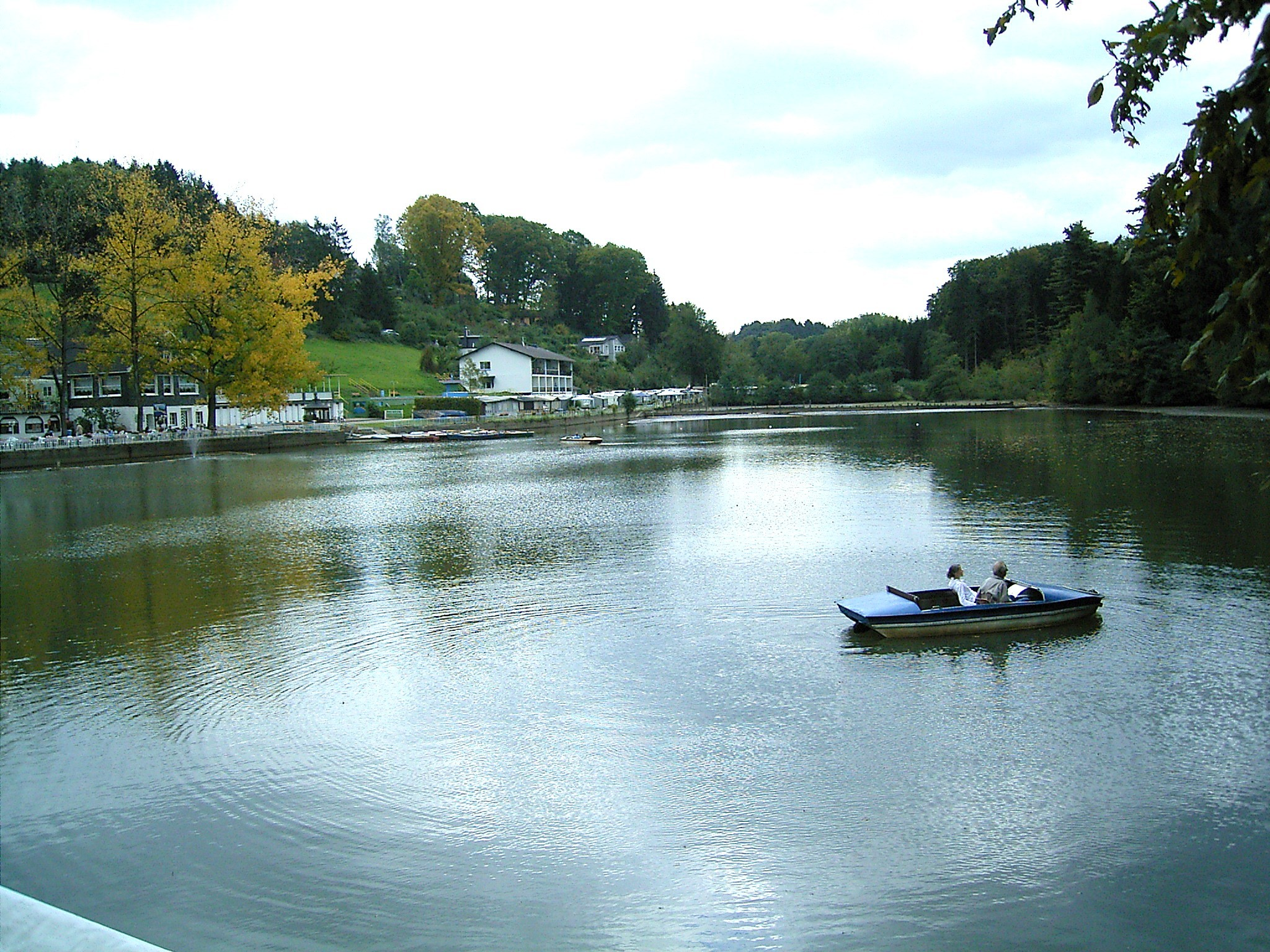
Obere Talsperre 2016 nach der Absenkung
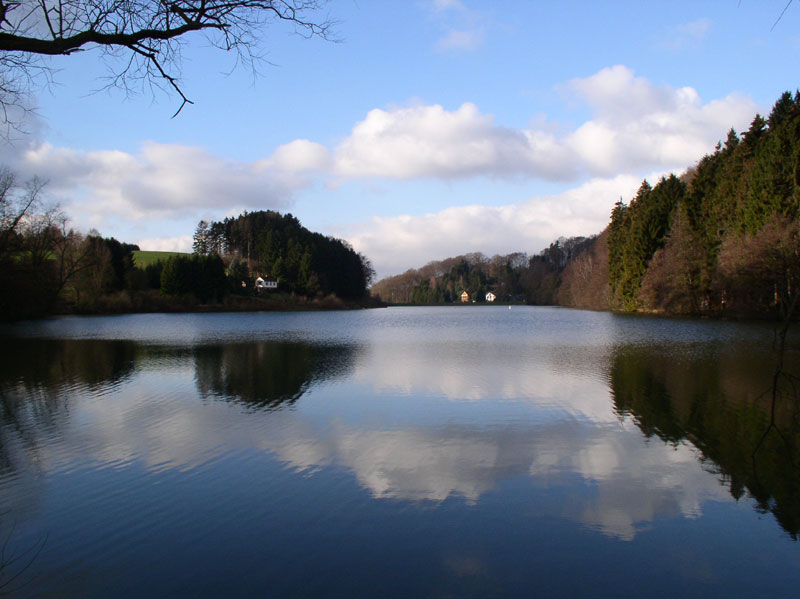
Der untere Stausee
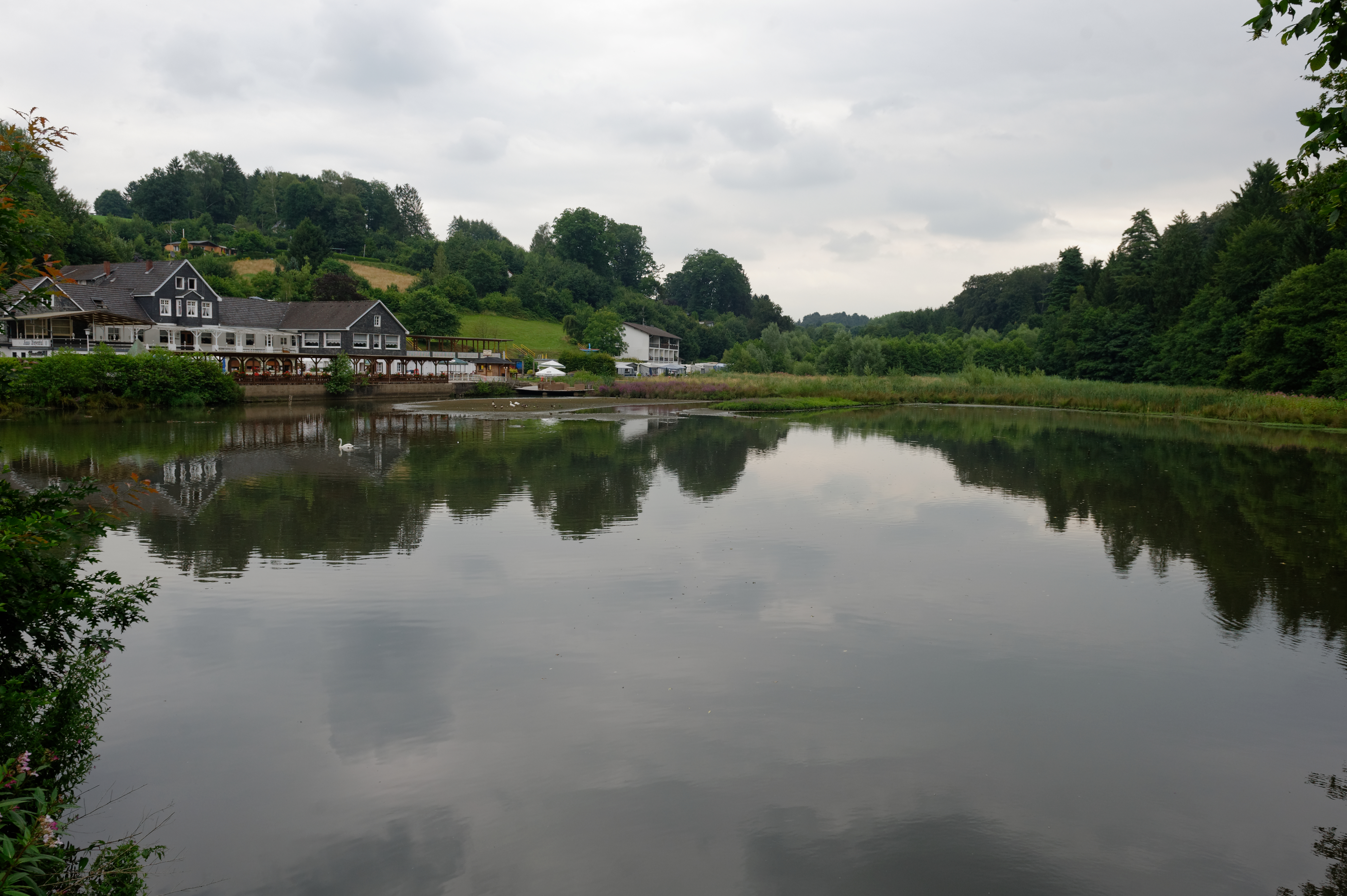
Obere Talsperre 2016 nach der Absenkung
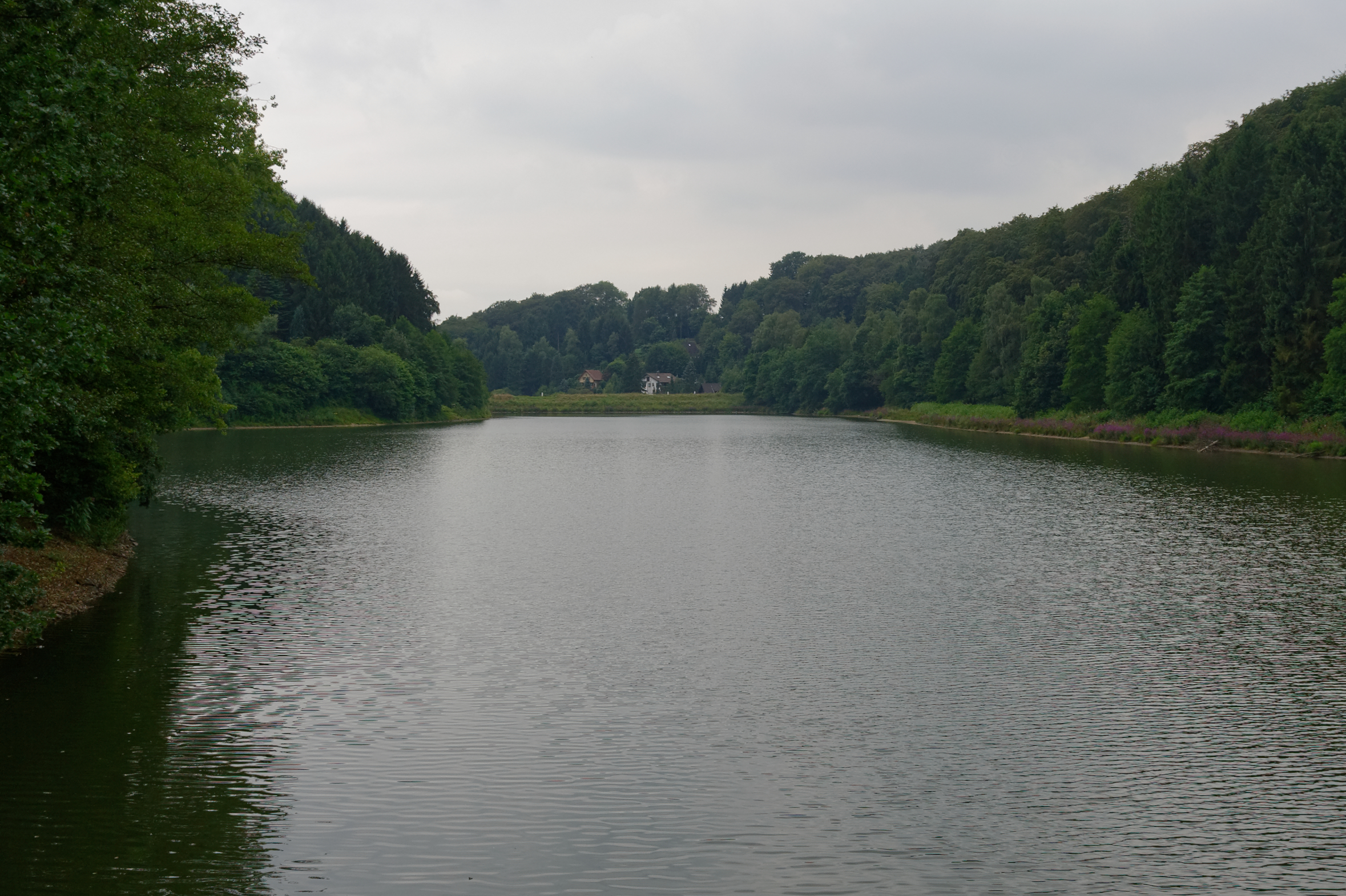
Untere Talsperre 2016 nach der Absenkung